# Giulio Cesare (1915)
El Giulio Cesare fue un acorazado italiano de la clase Conte di Cavour que sirvió en la Regia Marina en ambas guerras mundiales para unirse después a la armada soviética con el nombre de Novorossiysk. Su quilla fue puesta en las gradas de Ansaldo en Génova el 24 de junio de 1910. Fue botado el 15 de octubre de 1911, y su construcción fue completada el 14 de mayo de 1914.

## Historial

### Primera Guerra Mundial
El Giulio Cesare (en italiano Julio César) no participó en ninguna misión de combate, debido a la política de pasividad adoptada por las Marinas italiana y austro-húngara.

### Periodo de entreguerras

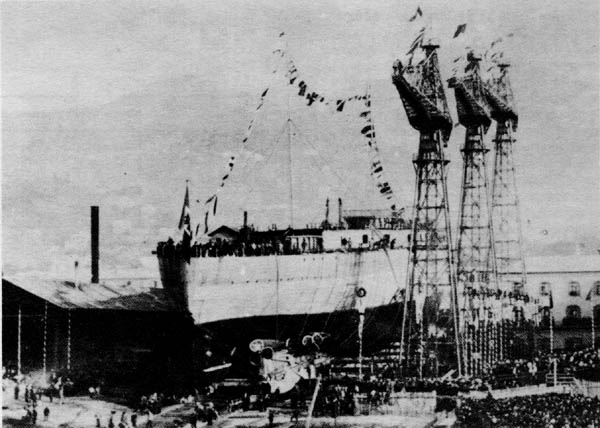
Botadura del Giulio Cesare

El 27 de agosto de 1923 una misión italiana, encabezada por el general Tallini, encargada por la conferencia de embajadores de la delimitación de la frontera greco-albanesa, es emboscada en territorio griego, con el resultado de cinco de sus miembros asesinados. El Jefe de Gobierno italiano Benito Mussolini respondió solicitando a las autoridades griegas que su flota rindiera honores a la bandera italiana. La solicitud fue rechazada por las autoridades helenas.
Respondieron los italianos con el envío en 1926 de una división naval formada por los acorazados Conte di Cavour, Giulio Cesare, Caio Duilio y Andrea Doria a la isla de Corfú, que es ocupada. Tras el bombardeo del viejo castillo de la capital de la isla por parte de los buques italianos, el gobierno griego se vio forzado a aceptar la propuesta italiana, acto que se celebra en Paleo Falirou, un puerto cercano a la capital griega, Atenas. El 30 de septiembre los buques regresaron a Tarento.
Entre 1928 y 1933 fue usado como buque de entrenamiento de artillería, después, fue llevado a los astilleros para un completo proceso de actualización.
Entre 1933 y 1937 fue completamente reconstruido cambiando su silueta, e incrementando sus capacidades de combate. Su eslora, se incrementó en 10,30 m, y recibió un nuevo blindaje en sus cubiertas y una nueva maquinaría de propulsión, que con una potencia máxima de 93 000 CV, le permitía alcanzar los 28 nudos (52 km/h).
Hasta 1940 el Giulio Cesare llevó a cabo actividades normales con el resto de la escuadra, realizando una visita a Malta en junio de 1938 y otra a Kotor y Šibenik (Yugoslavia), en julio del año siguiente. Entre 1939 y 1940 navegó con otras unidades de la escuadra por aguas albanesas, tocando los puertos de Durres y Vlora.

### Segunda Guerra Mundial
Al inicio de la Segunda Guerra Mundial el Giulio Cesare queda integrado en la quinta división de acorazados, como parte de la primera escuadra naval con base en Tarento, y era el buque insignia del Vicealmirante Inigo Campioni.
El 9 de julio de 1940 participó en la batalla de Punta Stilo. En la que abrió fuego sobre el acorazado británico HMS Warspite, buque insignia del Vicealmirante Andrew Cunningham. A 26 400 m, fue impactado por una granada de 381 mm. que atravesó la chimenea de popa y estalló en el puente por debajo del blindaje y que causó incendios y que la sala de calderas 4 a 7 se llenara de humos y gases. Con sólo cuatro calderas en funcionamiento, la velocidad del buque se redujo a 18 nudos. Poco después la tripulación consiguió poner en marcha 2 calderas más, y ya con 6 en marcha, pudo subir la velocidad a 23,5 nudos, gracias a lo cual el acorazado pudo llegar a Mesina junto a los cruceros de la tercera división. El disparo que impactó en el acorazado italiano se efectuó desde 24 000 m de distancia, y desde entonces es el récord de un disparo efectuado por artillería naval sobre un blanco en movimiento. En el transcurso de este combate el Giulio Cesare disparó, aunque no llegó a alcanzar, al HMS Warspite, dañó severamente a los destructores HMS Hereward y HMS Decoy. Una gran polémica no resuelta hasta el día de hoy se produjo en aquellos momentos con la posibilidad de que el buque italiano alcanzara al británico, esta polémica viene dada por lo que se ha venido en llamar “el asunto del humo azul”, oficiales y observadores del acorazado italiano aseguraron en su momento el haber visto una gran columna de humo, elevándose por encima del acorazado británico, cosa negada reiteradamente por la Royal Navy.
Como resultado de esta batalla, la bandera de combate del Giulio Cesare fue condecorada con la Medalla de plata al valor militar. Los daños encajados no fueron graves y las reparaciones correspondientes se prolongaron hasta el 31 de agosto de 1940. La noche del 11 al 12 de noviembre, el Giulio Cesare sale indemne del ataque aeronaval británico sobre la base italiana, no así su gemelo Conte di Cavour, que resulta gravemente dañado por el impacto de un torpedo a poca distancia del depósito de municiones de proa. El Conte di Cavour no volvería a entrar en servicio. El 27 de noviembre de ese mismo año, el Giulio Cesare participó junto con el acorazado Andrea Doria en el combate de Cabo Teulada.

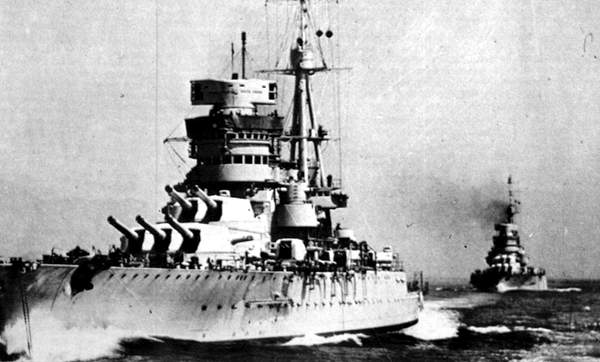
El Giulio Cesare en alta mar.

Tras haber sido ligeramente dañado el 20 de diciembre de 1940, durante un bombardeo británico en Nápoles en el que tres bombas cayeron en sus proximidades, el acorazado fue trasladado a Génova para reparaciones y a finales de enero de 1941 llegó a La Spezia. El 8 de febrero llegaron noticias de que fuerzas británicas se acercaban a las costas italianas, y junto con el Andrea Doria y el Vittorio Veneto, el Giulio Cesare salió a la mar en busca del enemigo con nulo resultado, ya que a la mañana siguiente la fuerza británica, se presentó delante de Génova bombardeando la ciudad.
Hasta 1942 el Giulio Cesare fue asignado a tareas de escolta de convoyes y después de haber participado en la primera batalla de Sirte. Llevó a cabo su última misión al participar del 3 al 6 de enero de 1942, en la operación M 43, que tuvo como objetivo la escolta de tres convoyes, con un total de 6 buques, a Trípoli junto con los acorazados Andrea Doria y Littorio. Finalizada esta operación, el Giulio Cesare permaneció en Tarento hasta finales de año. El 30 de diciembre fue transferido a la base naval de Pola y fue declarado inútil para las operaciones navales por sus problemas de máquinas. Sus tareas quedaron reducidas a operaciones de entrenamiento.
Tras el armisticio, el 9 de septiembre de 1943 recibió la orden de dirigirse a Malta junto con el resto de la flota. La tarde de ese mismo día puso rumbo a su destino escoltado por el torpedero Sagittario y la corbeta Urania. La tripulación, consciente del destino del buque y dirigida por algunos miembros de la maestranza, trató de capturar el buque, dar marcha atrás y echar a pique el buque. 
El comandante del acorazado, capitán de fragata Vittore Carminati tras arduas negociaciones logró recuperar el control de la situación y al día siguiente el Giulio Cesare fue reconducido con el apoyo del Giuseppe Miraglia. El 11 de septiembre, tras haber repelido un ataque aéreo alemán arribó a Tarento. El día 17 pone nuevamente rumbo a Malta, acompañado de los acorazados Andrea Doria y Caio Duilio.
Mientras que otros buques que fueron internados en Malta volvieron a Tarento el 1 de octubre de 1943, el Giulio Cesare, el Andrea Doria y el Caio Duilio permanecieron internados con una tripulación reducida en la base británica, hasta que fueron autorizados a regresar a Tarento el 17 de junio de 1944 a donde arriban el 28 de junio. 
Al final de la guerra el Giulio Cesare fue cedido en 1949 a la Unión Soviética, en cumplimiento de los términos del tratado de paz y como compensación por los daños causados en la guerra. Fue eliminado del registro naval italiano el 15 de diciembre de 1948.

### Renombrado comoNovorossiysky hundimiento

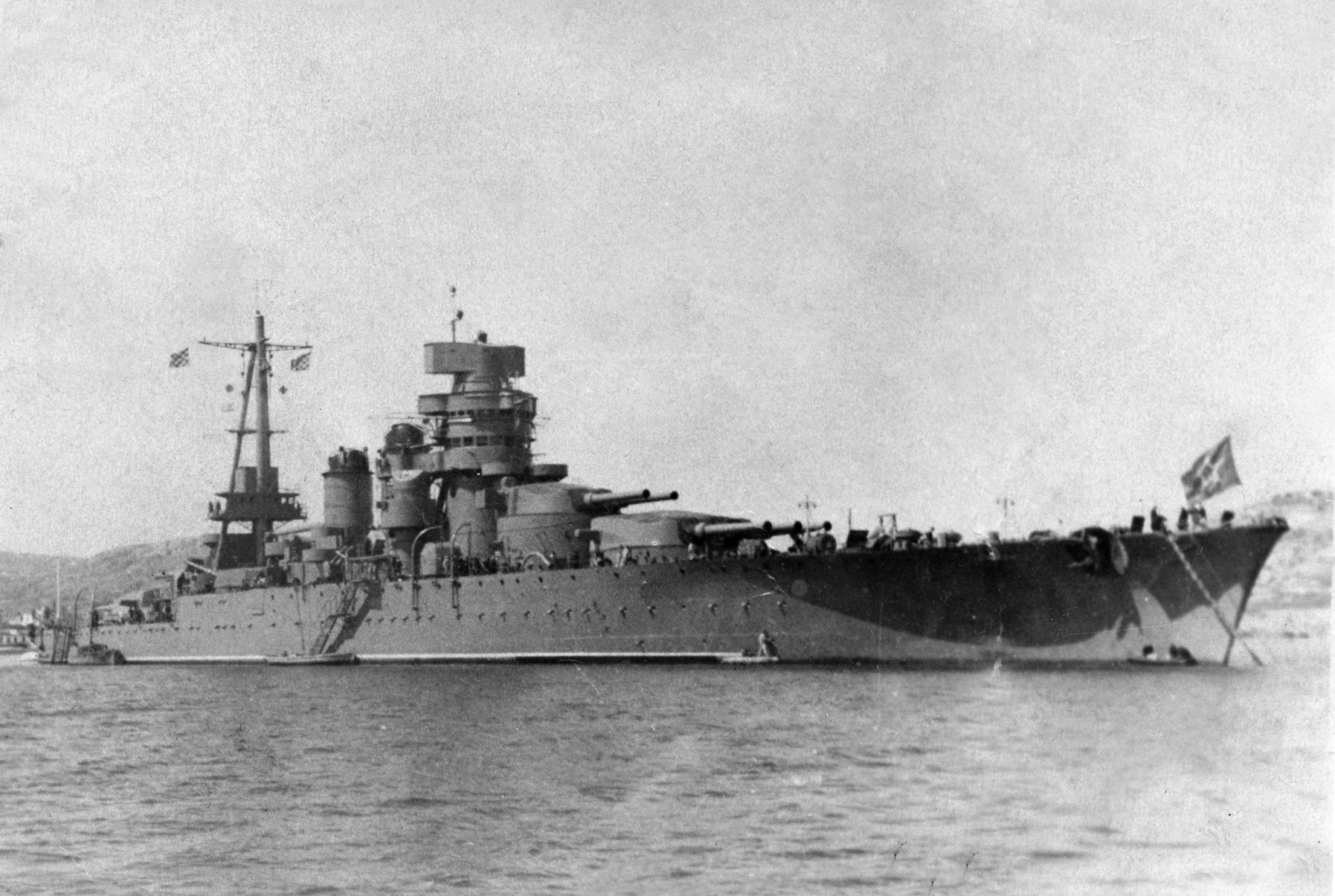
El Novorossiysk en Sebastopol, hacia 1950.

La armada soviética, dio de alta el acorazado el 5 de febrero de 1949, inicialmente con el nombre de Z.11, y posteriormente, con el de Novorossiysk (Новороссийск). El Novorossiysk fue basado en Sebastopol desde julio de 1949 y sirvió como buque insignia de la flota del mar Negro, para convertirse posteriormente en buque de entrenamiento de artillería. El 29 de octubre de 1955, el Novorossiysk estaba fondeado en la bahía de Sebastopol, a 300 metros de distancia frente al hospital. A las 1:30 AM se produjo una explosión estimada en el equivalente a 1200 kg de TNT bajo el casco que atravesó todas las cubiertas del acorazado a la altura del castillo de proa y que provocó un agujero de 14 por 4 metros. El destrozo se extendió 22 metros hacia atrás.
El buque se hundió lentamente por la proa, dando la vuelta y quedando con la quilla al sol a las 4:15 AM. 18 horas más tarde de hundió completamente. La explosión, el vuelco y su posterior hundimiento causaron la muerte de 608 marineros, la mayoría de los cuales estaban en los compartimientos del buque. Desde entonces es el mayor desastre naval de la historia ocurrido en Rusia.

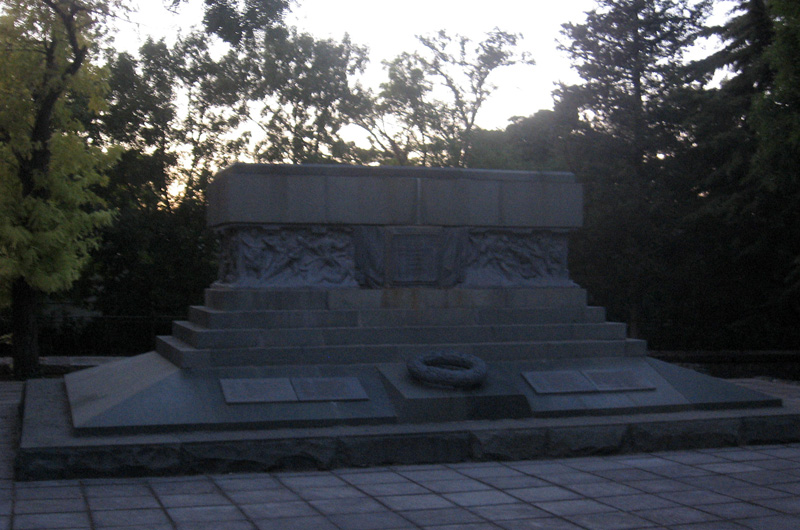
Monumento a los marineros fallecidos del Novorossijsk en Sebastopol.

A partir de ese momento el Kremlin afirmó que la tragedia había sido provocada por algún incendio accidental producido a bordo. El clima político de la Guerra Fría, no ayudó a esclarecer las causas reales de la tragedia. Aún a día de hoy la causa que provocó la explosión no está clara. La causa oficialmente considerada como más probable fue la explosión de una mina magnética colocada por los alemanes en el transcurso de la Segunda Guerra Mundial, esta hipótesis viene avalada por el hecho de que en los dos años posteriores a la explosión, los buzos encontraron 19 minas magnéticas en el interior de la bahía de Sebastopol, 11 de las cuales tenían un poder explosivo similar al ocurrido en el buque dos años antes. Sin embargo otras fuentes insisten en que la zona donde estaba anclado el acorazado ya había sido limpiada de minas con anterioridad y que otros barcos habían fondeado en ella. Algunos expertos coinciden en afirmar que la hipótesis de la mina magnética queda descartada por el hecho de que el encendido eléctrico de las mismas no podía funcionar debido a la duración de las baterías, que era de 9 años aproximadamente. Otros expertos afirman que el cráter en el fondo, producto de la explosión (entre 1 y 2,5 metros) era demasiado pequeño para una mina de ese tamaño. Por otra parte el daño producido en el buque fue notable y de acuerdo con los informes de algunos investigadores navales, equivalente a 5.000 kg de TNT.
Otra hipótesis poco creíble, señala a antiguos miembros de la Décima Flotilla MAS como los autores del hundimiento del buque, en venganza por la transferencia del acorazado a la Unión Soviética. Se llegó a sugerir que su misión fue secreta y que existen informes según los cuales, un pequeño grupo de buceadores italianos recibió condecoraciones militares poco después de ocurrida la explosión, sin mediar una causa justificada. La anterior versión que señala a saboteadores italianos como causa del hundimiento del buque, fue avalada con detalle por la revista rusa Itoghi en el año 2005, quincuagésimo aniversario del hundimiento del acorazado. Según esta publicación, la hipótesis más probable del hundimiento fue la colocación de explosivos en la quilla del buque por parte de saboteadores italianos, en concreto, ocho buceadores a las órdenes de los servicios secretos italianos. Siempre según esta revista, los servicios secretos italianos habrían actuado de acuerdo con la OTAN con el fin de evitar que el acorazado fuese equipado con misiles dotados de ojivas nucleares y para ello contaron con la colaboración entusiasta de antiguos veteranos de la Décima Flotilla MAS. No existen pruebas sólidas que avalen esta versión.
Existen otras teorías que señalan la posibilidad de que el buque embarcara los explosivos antes de su entrega a la Unión Soviética; que fuera una operación del KGB para acusar a Turquía del sabotaje y de esta manera poder tener un pretexto para la ocupación del estrecho del Bósforo y de los Dardanelos, o que fuera una operación del KGB para desacreditar al comandante de la Armada.
Debido a la pérdida del acorazado, el viceministro de Defensa y comandante en jefe de la Armada, Nikolai Gerasimovich Kuznetsov fue destituido de su cargo en noviembre de 1955 y en febrero de 1956 degradado a Vicealmirante y separado del servicio activo.
El almirante Kuznetsov fue rehabilitado a título póstumo por el Presídium de la Unión Soviética en 1988, 33 años después de la tragedia y 14 años después de su muerte, ocurrida en 1974.